# Дженні Слейт
Дженні Сара Слейт (англ. Jennifer Sarah Slate; нар. 25 березня 1982, Мілтон, Массачусетс, США) — американська акторка, стендап комікеса, дитяча й феміністська письменниця. Найбільш відома головною роллю у фільмі «Своя дитина», а також участю в серіалах «Парки і зони відпочинку», «Оселя брехні» і «Дівчата».

## Життєпис
Народилася в місті Мілтон, штат Массачусетс, в єврейській сім'ї письменника Рона (1950) і кнрамістки Ненсі Слейт. У неї є старша сестра Ебігейл і молодша Стейсі. 
Після закінчення середньої школи, академії Мілтон, вступила в Колумбійський університет, де вивчала літературу, де познайомилася зі своїм комедійним партнером Гейб Лідманом. Закінчила університет у 2004 році.
З вересня 2012 року Слейт була одружена з режисером Діном Флейшером-Кемп. Пара оголосила про розлучення в травні 2016 року.
З червня 2016 по лютий 2017 року Слейт зустрічалася з актором Крісом Евансом, своїм колегою по фільму «Обдарована».

## Вибрана фільмографія
| Рік        |    | Українська назва                  | Оригінальна назва                    | Роль                                 |
| ---------- | -- | --------------------------------- | ------------------------------------ | ------------------------------------ |
| 2009—2010  | с  | Суботнього вечора в прямому ефірі | Saturday Night Live                  | різні персонажки                     |
| 2011       | ф  | Елвін та бурундуки 3              | Alvin and the Chipmunks: Chipwrecked | Зої                                  |
| 2012       | ф  | Отже, війна                       | This Means War                       | Емілі                                |
| 2012       | мф | Лоракс                            | The Lorax                            | місіс Віггінс                        |
| 2012—2016  | с  | Дівчата                           | Girls                                | Таллі Шифрін                         |
| 2012—т. ч. | мс | Бургери Боба                      | Bob's Burgers                        | Теммі Ларсен                         |
| 2013—2015  | с  | Оселя брехні                      | House of Lies                        | Сара Ґуґґенгайм                      |
| 2013—2015  | с  | Парки та зони відпочинку          | Parks and Recreation                 | Мона-Ліза Саперштейн                 |
| 2013—2016  | с  | П'яна історія                     | Drunk History                        | оповідачка, камео                    |
| 2014       | с  | Бруклін 9-9                       | Brooklyn Nine-Nine                   | Б'янка                               |
| 2015—2019  | мс | Зоряна принцеса проти сил зла     | Star vs. the Forces of Evil          | Голова Поні                          |
| 2016       | ф  | Джоші                             | Joshy                                | Джоді                                |
| 2016       | мф | Зоотрополіс                       | Zootopia                             | Дуня Вівцянка                        |
| 2016       | мф | Секрети домашніх тварин           | The Secret Life of Pets              | померанський шпіц Ґіджет             |
| 2016—2017  | мс | Час пригод                        | Adventure Time                       | Чарівниця-мисливиця                  |
| 2017       | мф | Lego Фільм: Бетмен                | The Lego Batman Movie                | доктор Гарлін Квінзель / Гарлі Квінн |
| 2017       | ф  | Обдарована                        | Gifted                               | Бонні Стівенсон                      |
| 2017       | мф | Нікчемний Я 3                     | Despicable Me 3                      | Валері да Вінчі                      |
| 2017       | с  | Товариш детектив                  | Comrade Detective                    | Джейн                                |
| 2018       | ф  | Веном                             | Venom                                | Дора Скірт                           |
| 2018       | мс | Кларенс                           | Clarence                             | Піпі, касирка Cookie Mama, Беатріс   |
| 2019       | мф | Секрети домашніх тварин 2         | The Secret Life of Pets 2            | померанський шпіц Ґіджет             |
| 2019       | мс | Сімпсони                          | The Simpsons                         | Пайпер Пейслі                        |
| 2021       | мф | Марсель, мушля в черевичках       | Marcel the Shell with Shoes On       | Марсель                              |
| 2021       | мс | Команда К                         | Q-Force                              | голос                                |
| 2022       | ф  | Все завжди і водночас             | Everything Everywhere All at Once    | мама собаки Деббі                    |
| 2023       | мс | Час пригод: Фіона та Кейк         | Adventure Time: Fionna and Cake      | мисливиця                            |
| 2024       | ф  | Покинь, якщо кохаєш               | It Ends with Us                      | Алліса                               |
| 2025       | ф  | Електричний штат                  | The Electric State                   | Пенні Пал                            |